# Rampur
Rampur là một thành phố và là nơi đặt ban đô thị (municipal board) của quận Rampur thuộc bang Uttar Pradesh, Ấn Độ.

## Địa lý
Rampur có vị trí 25°29′B 82°35′Đ / 25,48°B 82,58°Đ Nó có độ cao trung bình là 88 mét (288 feet).

## Nhân khẩu
Theo điều tra dân số năm 2001 của Ấn Độ, Rampur có dân số 281.549 người. Phái nam chiếm 52% tổng số dân và phái nữ chiếm 48%. Rampur có tỷ lệ 49% biết đọc biết viết, thấp hơn tỷ lệ trung bình toàn quốc là 59,5%: tỷ lệ cho phái nam là 53%, và tỷ lệ cho phái nữ là 45%. Tại Rampur, 14% dân số nhỏ hơn 6 tuổi.